# Avital
Avital (hebrejsky אֲבִיטַל, anglicky Avital) je vesnice typu mošav v Izraeli v bloku vesnic Ta'anach, v Severním distriktu, v Oblastní radě Gilboa.

## Geografie
Leží v jihovýchodní části zemědělsky intenzivně obdělávaného Jizre'elského údolí nadaleko od okraje pohoří Gilboa, v nadmořské výšce 70 metrů. Západně od vesnice prochází vádí Nachal Gilboa.
Vesnice je situována 30 kilometrů jihozápadně od Galilejského jezera, 25 kilometrů západně od řeky Jordánu, cca 5 kilometrů jižně od města Afula, cca 73 kilometrů severovýchodně od centra Tel Avivu a cca 40 kilometrů jihovýchodně od centra Haify. Avital obývají Židé, přičemž osídlení v tomto regionu je ryze židovské. Výjimkou jsou vesnice Sandala a Mukejbla cca 4 kilometry jižním směrem, které obývají izraelští Arabové.
Mošav leží 5 kilometrů severně od Zelené linie, která odděluje Izrael od okupovaného Západního břehu Jordánu.
Avital je na dopravní síť napojen pomocí severojižního tahu dálnice číslo 60 a východozápadního tahu lokální silnice číslo 675.

## Dějiny
Avital byl založen v roce 1953 jako součást bloku plánovitě zřizovaných zemědělských vesnic Ta'anach – חבל תענך (Chevel Ta'anach). Tento blok sestává ze tří takřka identicky rozvržených shluků zemědělských vesnic, které jsou vždy seskupeny po třech s tím, že v jejich geografickém středu se nachází malá čtvrtá vesnice, jež plní střediskové funkce. Avital leží v nejvýchodnější z těchto tří skupin, společně s vesnicemi Prazon a Mejtav a střediskovou obcí Merkaz Ja'el.
K založení mošavu došlo 2. června 1953 a jeho prvními obyvateli byli židovští přistěhovalci z Íránu a Turecka. Šlo o první vesnici založenou v bloku Ta'anach a její pracovní název zněl Ta'anach Alef ('תענך א). Osadníci neměli předchozí zkušenosti s farmařením a museli projít zemědělským výcvikem. Ekonomika mošavu byla v prvních letech založen na chovu drůbeže, dobytka a pěstování zeleniny. Později populaci posílili Židé z Kurdistánu, kteří do té doby sídlili v nedalekém přistěhovaleckém táboře Ma'abarat Zir'in (מעברת זרעין) – situován poblíž dnešního kibucu Jizre'el v místech vysídlené arabské vesnice Zir'in.
V současnosti je zemědělství stále částečným základem místní ekonomiky. Většina lidí ale za prací dojíždí mimo obec. V mošavu Avital funguje zdravotní středisko, obchod, synagoga a mikve.
Název vesnice doslova znamená „rosa je můj otec“, je to tradiční ženské jméno, vykládané jako „svěží“. Toto pojmenování bylo vybráno jako požehnání pro rosu (a déšť), které má přijít na místo prokleté králem Davidem (2S 1, 21 (Kral, ČEP)).

## Demografie
Obyvatelstvo mošavu Avital je smíšené, tedy sekulární i nábožensky založené. Podle údajů z roku 2014 tvořili naprostou většinu obyvatel v Avital Židé (včetně statistické kategorie "ostatní", která zahrnuje nearabské obyvatele židovského původu ale bez formální příslušnosti k židovskému náboženství).
Jde o menší sídlo vesnického typu s dlouhodobě stagnující populací. K 31. prosinci 2014 zde žilo 491 lidí. Během roku 2014 populace stoupla o 2,5 %.
| Rok            | 1961 | 1972 | 1983 | 1995 | 2001 | 2003 | 2004 | 2005 | 2006 | 2007 | 2008 | 2009 | 2010 | 2011 | 2012 | 2013 | 2014 |
| -------------- | ---- | ---- | ---- | ---- | ---- | ---- | ---- | ---- | ---- | ---- | ---- | ---- | ---- | ---- | ---- | ---- | ---- |
| Počet obyvatel | 345  | 391  | 415  | 366  | 407  | 435  | 439  | 440  | 449  | 452  | 446  | 470  | 457  | 472  | 470  | 479  | 491  |